# 岗李店乡
岗李店乡，是中华人民共和国河南省信阳市息县下辖的一个乡镇级行政单位。

## 行政区划
岗李店乡下辖以下地区：
岗李店村、大彭庄村、方老庄村、贾后寨村、贾坡村、李营村、刘塘村、刘围孜村、卢庄村、彭小庄村、柿孜园村、宋庄村、孙老庄村、唐刘庄村、许岗村、杨棚村、张大庄村、张桥口村、张新寨村和张竹园村。